# Hlodî, Dîkanka
Hlodî (în ucraineană Глоди) este un sat în comuna Stasi din raionul Dîkanka, regiunea Poltava, Ucraina.

## Demografie
Componența lingvistică a localității Hlodî
     Ucraineană (100%)
Conform recensământului din 2001, toată populația localității Hlodî era vorbitoare de ucraineană (100%).